# شفران صغيران
الشفران الصغيران (المفرد:الشفرة) (بالإنجليزية: Labia minora) المعروفان أيضا باسم الشفرين الداخليين، هما عبارة عن اثنين من طيات الجلد الواقعة على جانبي فتحة المهبل البشري، وتقع بين الشفرين الكبيرين وتختلف على نطاق واسع في الحجم واللون، والشكل من امرأة إلى آخرى.

## تشريح

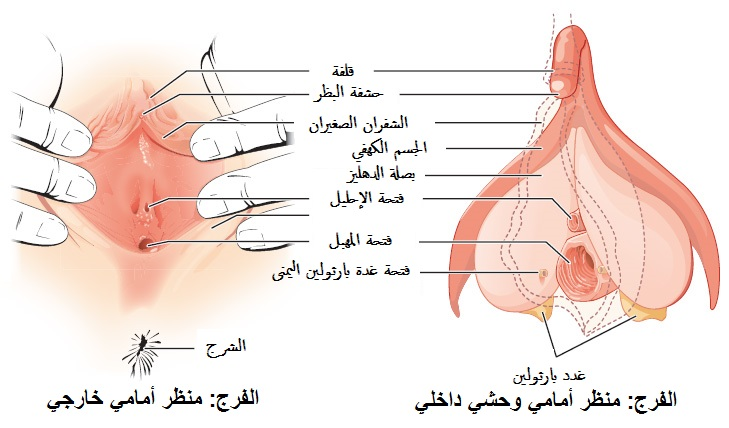
رسم للفرج (منظر داخلي وخارجي)

يمتد الشفران من البظر بشكل غير مباشر نحو الانخفاض، أفقياً، وإلى الخلف على جانبي دهليز الفرج وتنتهي بين الجزء السفلي من دهليز الفرج والشفرة الخارجية.
على الناحية الأمامية، كل تفرعات الشفة (الشفرة) منقسمة إلى قسمين محيطين بالبظر. الجزء العلوي من كل شفة يمر فوق البظر لتلبية الجزء العلوي من الشفرة الأخرى وغالبا ما تكون أكبر قليلا أو أصغر حيث تشكل طية تتدلى على حشفة البظر، والجزء السفلي يمر تحت حشفة البظر ويصبح موحدا في إطار السطح حيث يشكل مع الشفة الداخلية من الجانب الآخر ما يعرف بلجام البظر.

## اختلاف
من عام 2003 إلى عام 2004 قام باحثون من قسم أمراض النساء في مستشفى إليزابيث جاريت أندرسون في لندن بقياس الشفرين الصغيرين والأجزاء التناسلية الأخرى ل 50 امرأة من سن 18 إلى 50، بمتوسط عمر 35.6. وكانت النتائج كما يلي :
| قياس                      | المدى    | المتوسط [إنحراف معياري] |
| ------------------------- | -------- | ----------------------- |
| طول بظر (مم)              | 5–35     | 19.1 [8.7]              |
| عرض حشفة البظر (مم)       | 3–10     | 5.5 [1.7]               |
| البظر إلى الإحليل (مم)    | 16–45    | 28.5 [7.1]              |
| طول الشفرين الكبيرين (سم) | 7.0–12.0 | 9.3 [1.3]               |
| طول الشفرين الصغيرين (مم) | 20–100   | 60.6 [17.2]             |
| عرض الشفرين الصغيرين (مم) | 7–50     | 21.8 [9.4]              |
| طول العجان (مم)           | 15–55    | 31.3 [8.5]              |
| طول المهبل (سم)           | 6.5–12.5 | 9.6 [1.5]               |